# Фенхоу
Фенхоу (кит.: 逢侯; д/н — після 118) — останній шаньюй північних хунну в 94—118 роках.

## Життєпис
Син Хулань-Шічжухоуді, шаньюя південних хунну. Ймовірно звався Фен, а хоу є титулом на кшталт маркіз або принц. Тривалий час перебував на службі в ханській армії.
У 94 році підняв повстання проти шаньюя Тінду-Шічжухоуді. Повсталі оголосили Фенхоу шаньюєм. Проти нього виступило 40-тисячне ханське військо. Фенхоу відступив до долини Ман'їгу, де зазнав поразки від сина Тінду Шічжухоуді, втративши 3 тис. вояків вбитими й 10 тис. полоненими. В подальшому двічі зазнав поразки від ханського війська та їх союзників сяньбі.
Невдовзі вимушений був відступити на північ, де об'єднав північних хунну, частина з яких повернулася з південного Сибіру та Байкалу. Через неквапливість супротивника зумів суттєво зміцнитися. Але у 96 році південні хуну, що підтримували Фенхоу, раптово перейшли на бік Східної Хань.
Втім продовжив напади на володіння Тінду Шічжухоуді, де почався голод. Водночас зумів зміцнити владу серед північних хунну, частково відродивши колишню потугу держави. Це дозволило Фенхоу 104 року відправити посольство до ханського імператора Лю Чжао з пропозицією укласти рівноправний договір. Посланця не прийняли, але нагородили. У 105 році Фенхоу відправив нове посольство з пропозицією віддати сина в заручники. Але з тим же результатом.
У 112 році виступив на допомогу князівствам Чеші (в Турфані) і Шаньшань (в Лоулані), завдавши поразки ханським військам. Невдовзі вимушений був протистояти нападам сяньбі. Війна з ними тривала до 117 року, коли північні хунну зазнали тяжкої поразки. В результаті серед них виник роздрай: одна частина повернулася до південного Сибіру, інша перебралася до Жетису, а згодом заснувала державу Юебань, сам Фенхоу підкорився китайцям (його подальша доля невідома); остання група рушила на південь — до земель народу цян.